# One Grand Central Place
Le Lincoln Building est un immeuble de bureaux situé au 60 de la 42e rue à New York, en face de la gare Grand Central Terminal. 
Il a été achevé en 1930. L'architecture de style néogothique est due à James Edwin Ruthvin Carpenter. Ce gratte-ciel atteint 205 mètres de haut et possède cinquante-trois étages.
Bien qu'il soit de dimensions plus réduites que d'autres constructions du quartier, comme les Chrysler Building et MetLife Building, le Lincoln présente des caractéristiques intéressantes :
ses fenêtres gothiques au sommet, son hall, et une statue de bronze représentant Abraham Lincoln, réalisée par Daniel Chester French.